# Die Klimaschmutzlobby
Die Klimaschmutzlobby ist ein Sachbuch der Journalistinnen Susanne Götze und Annika Joeres aus dem Jahr 2020, das sich mit der Verhinderung von Klimaschutz befasst.

## Inhalt
Die Autorinnen hinterfragen in ihrem Buch, warum – trotz der von einer breiten Mehrheit der Bevölkerung erkannten Dringlichkeit der Klimakrise – die Erreichung der Ziele des Pariser Übereinkommens politisch scheitert. Sie stellen dar, dass Klimawandelleugner sowie Lobbyverbände und weitere Organisationen der fossilen Energieindustrie weltweit aktiv sind, und beschreiben Verbindungen dieser Szene insbesondere zu den Parteien AfD, CDU/CSU und FDP. Die Ziele dieser Lobby bestehen demnach in der Unterwanderung von Klimaschutzgesetzen, der Förderung fossiler Geschäftsmodelle und dem Ausstieg aus dem Pariser Klimaschutzvertrag. Die Autorinnen beschreiben die Netzwerke, Argumente und Strategien dieser „Klimaschutz-Bremser“ und wie dies zur Verfehlung der Klimaschutzziele in Deutschland und Europa führt.

## Rezensionen
„‚Die Klimaschmutzlobby‘ steht in der Tradition des Schwarzbuchs, das Missstände und Verantwortliche benennen möchte. Leser bekommen Netzwerke, Organisationen, Personen vorgestellt. Zu jenen, die systematisch die Erkenntnisse der Klimaforschung in Abrede stellen – den sogenannten ‚Söldnern des Zweifels‘, wie Naomi Oreskes sie genannt hat – gehört in Deutschland der notorische Verein EIKE. Götze und Joeres haben in vielen europäischen Ländern ähnliche Organisationen gefunden, die neben der Methode eines verbindet: enge Beziehungen zum amerikanischen Heartland Institute, einem Thinktank, der die Interessen der Fossilindustrie propagiert.“

„Dem Duo gelingt es, etwa durch das Durchforsten von Datenbanken wie ‚integratywatch.eu‘ das Kleine Einmaleins des Lobbyismus auch in [sic] im Klimabereich nachzuweisen: Gesetze werden verkompliziert, kritische Studien kleingehalten. Der akribische Umgang mit Zahlen enttarnt zudem auch die Mär, dass jeder dritte Job in der Energiewirtschaft vom Klimaschutzplan 2050 bedroht sei als einen Rechentrick. ‚König Kohle‘ ist in Wahrheit gar nicht so groß – noch nicht einmal 0,1 Prozent der Erwerbstätigen in Deutschland arbeiten in der Branche.“

„Wer wirklich wissen will, warum das alles nicht so läuft mit Energiewende und Klimaschutz, der kaufe und lese dieses Buch. Großartig aber auch erschreckend! So darf es nicht weitergehen, wir müssen die Klimabremser endlich stoppen.“